# Daniel Bachmann
Daniel Bachmann (født d. 9. juli 1994) er en østrigsk professionel fodboldspiller, som spiller for EFL Championship-klubben Watford og Østrigs landshold.

## Klubkarriere

### Stoke City
Efter at have flyttet til Stoke Citys akademi i 2011. Bachmann tilbragte de næste sæsoner hovedsageligt udlejet eller med reserveholdet. Bachmann spillede aldrig en kamp for førsteholdet.

### Watford
Bachmann skiftede i juli 2017 til Watford. Bachmann tilbragte 2017-18 sæsonen udlånt til Kilmarnock.

## Landsholdskarriere

### Ungdomslandshold
Bachmann har repræsenteret Østrig på flere ungdomsniveauer.

### Seniorlandshold
Bachmann debuterede for seniorlandsholdet den 2. juni 2021. Han var del af Østrigs trup til EM 2020.